# Beta-globulină

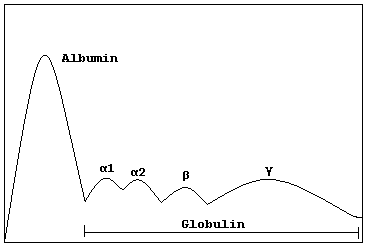
Reprezentare schematică a electroforezei în gel a proteinelor

Beta-globulinele reprezintă o clasă de globuline care pot fi separate și identificate cu ajutorul electroforezei proteinelor serice. Sunt mai mobile în soluții alcaline sau încărcate electric în comparație cu gamma-globulinele, dar sunt mai puțin mobile decât alfa-globulinele. Sunt proteine cu rol transportor. Sunt constituite din două fracțiuni proteice principale, denumite β1-globuline și β2-globuline.

## Exemple
Câteva exemple de beta-globuline în funcție de fracția de care aparțin sunt:

### Beta 1-globuline
- Transferină

### Beta 2-globuline
- Beta-lipoproteină
- Beta-2 microglobulină